# Ilex sideroxyloides
Ilex sideroxyloides é um gênero de plantas com flores. Foi descrito pela primeira vez por Olof Swartz, e recebeu o nome exato de August Heinrich Rudolf Grisebach. Ilex sideroxyloides pertence ao gênero Ilex, e à família Aquifoliaceae.

## Subespécies
O gênero é dividido nas seguintes subespécies:
- I. s. occidentalis
- I. s. sideroxyloides